# Eunice stanleyi
Eunice stanleyi är en ringmaskart som beskrevs av Fauchald 1992. Eunice stanleyi ingår i släktet Eunice och familjen Eunicidae. Inga underarter finns listade i Catalogue of Life.